# Meher Contractor
Meher Rustom Contractor (1918-1992) was een Indiaas beeldend kunstenares, poppenspeelster en poppenmaakster van Parsi afkomst.

## Levensloop
Contractor studeerde kunst in Londen en specialiseerde zich daar als portretschilder, boekillustrator en modeontwerper.
In 1952 zette Contractor een koersverandering door, met een vervolgcarrière in het poppentheater. Ze was actief betrokken bij de Darpana Academy of Performing Arts in Ahmedabad en richtte daar haar eigen poppentheatergroep Darpana Puppet Troupe op. Haar belangrijkste werk leverde ze in het schimmenspel met werken waarvoor ze internationaal bijval kreeg, als Ramayana, Savitri en Satyavan en Rostam en Sohrab. Haar poppentheater The Key To Hapiness over familieplanning werd in 1971 door de BBC verfilmd.
Gedurende drie periodes van vier jaar, vanaf 1964, 1976 en 1980, was ze vicevoorzitter van de wereldorganisatie voor poppenspel, de Union Internationale de la Marionnette (UNIMA).
In 1983 ontving ze de Sangeet Natak Akademi Award, de hoogste Indiase erkenning aan uitvoerende artiesten.
Naast opvoeringen in het poppentheater schreef ze standaardwerken over Indiase poppenspelen: Creative drama and puppetry in education en The Shadow Puppets of India (1984)
Ze doceerde poppenspel aan de Darpana Academy ; een van haar leerlingen in de jaren zeventig was Dadi Pudumjee.
De Canadese actrice Nazneen Contractor (1982 Bombay - India) is een kleindochter van Meher Rustom.